# Gérard Franceschi
Gérard Franceschi (1915 - 2001), var en fransk fotograf. Han var cheffotograf på Louvre, da maleren Asger Jorn i 1961 fik øje på hans billeder til en udstilling i Paris, som viste billeder af kunst og skulpturer fra en gammel kirke. Franceschi blev så betaget af Jorns planer om Skandinavisk Institut for Sammenlignende Vandalisme, at han opsagde sit arbejde på Louvre og rejste til Danmark med Jorn, hvor de to samarbejdede om at udgive en række publikationer om nordisk folkekunst i kirker, museer og landskaber. Jorn var overbevist om, at den franske fotograf med datidens teknologi kunne dokumentere ældgammel kunst, før den forsvandt og blev glemt. Det blev til i alt syv bøger. Jorn hyrede Franceschi for egen regning til at tage billeder til et planlagt bogværk på 32 bind. Franceschi og Jorn arbejdede med projektet fra 1961 til 1965, da det sluttede før alle bøgerne var udgivet. En række forskere skulle skrive teksterne til bogserien, mens Jorn selv skulle være den kunstneriske redaktør, og P.V. Glob skulle tage sig af det videnskabelige.
Franceschi opholdt sig på Færøerne i fire måneder i 1969, hvor han tog billeder til bogen Færøerne, de magiske øer, som havde tekst på tre sprog: dansk, færøsk og engelsk.

## Privatliv
Gennem Jorn mødte han billedvæver og tekstilkunstner Inge Bjørn, som han dannede par med i 15 år og fik sønnerne Peter og Johannes med.